# Robbie Rist
Pour les articles homonymes, voir Rist.
Robbie Rist est un acteur, producteur et compositeur américain né le 4 avril 1964 à La Mirada, Californie (États-Unis).

## Biographie
Enfant, Robbie Rist joue le rôle de Cousin Oliver dans les six derniers épisodes de The Brady Bunch. Les enfants normaux vieillissant tous, son inclusion visait à réintroduire un enfant plus jeune et mignon dans la série. Cependant, le plan est devenu discutable car le réseau avait choisi de ne pas renouveler la série avant ses débuts. Cela a donné naissance au terme "syndrome de Cousin Oliver", également appelé "add-a-kid". Oliver prononça la dernière ligne du dernier épisode: "Moi! Cousin Oliver! / Ce n'est qu'une suggestion;" mais le personnage et Rist ont été par la suite omis de la reprise ultérieure de la série.
Après The Brady Bunch, il a partagé la vedette dans la comédie du samedi matin Big John, Little John dans le rôle de Little John. Il a dépeint Glendon Farrell dans le véhicule de David Hartman Lucas Tanner et Martin dans la société de courte durée Grady-spin-off de Sanford and Son en 1975. En 1976 et 1977, David, le fils de Ted Baxter, a joué dans le Mary Tyler Moore Show, avec trois épisodes. de la femme bionique. En 1980, Rist a joué "Dr. Zee" sur Galactica 1980. Il a fait quatre apparitions en tant qu'invité dans les programmes CHiP et dans la série de courte durée CBS, Whiz Kids, et a également joué dans Booger dans un pilote raté de Revenge of the Nerds TV. En 1986, Rist joua un rôle de soutien notable en tant que Milo dans le film d’action Iron Eagle, qui avait connu un succès au box-office en dépit de sa critique critique.
En 2006, Rist jouait, travaillait avec la musique et travaillait également dans la production de films. Rist a produit un film d'horreur / comédie, Stump The Band, réalisé par William Holmes et JoJo Hendrickson [5].
En 2013, il a décrit Robbie le chauffeur de bus dans le film d'horreur de camp Sharknado. Rist a déclaré dans une interview que son ami Anthony C. Ferrante avait découvert l'affiche du film à l'American Film Market et s'était enthousiasmé pour le concept. Lorsque Ferrante a déclaré qu'il avait été approché pour réaliser le film, Rist a insisté pour que ce dernier prenne le poste et que s'il le faisait, il devrait y participer. Il a également mentionné que Sharknado était sa toute première première sur le tapis rouge.

## Filmographie

### comme acteur

#### Cinéma
- 1974 : Memory of Us : Betty's Child
- 1976 : He Is My Brother : Randy Remington
- 1977 : My Dear Uncle Sherlock : Joey Trimble
- 1986 : Aigle de fer (Iron Eagle) : Milo
- 1987 : Dirty Laundry : Oscar
- 1989 : Touche pas à ma fille (She's Out of Control) de Stan Dragoti : Corvette Kid's Friend
- 1990 : Les Tortues ninja (Teenage Mutant Ninja Turtles) : Michaelangelo (voix)
- 1991 : Les Tortues Ninja 2 : Les héros sont de retour (Teenage Mutant Ninja Turtles II: The Secret of the Ooze) : Michaelangelo (voix)
- 1993 : Les Tortues Ninja 3 (Teenage Mutant Ninja Turtles III) : Michaelangelo's Voice (voix)
- 1995 : Balto chien-loup, héros des neiges (Balto) : Star (voix)
- 1999 : Unseen Evil : Bob
- 2001 : The Christopher Walken Ecstatic Dance Academy : Stanley

#### Télévision
- 1973 : Alexander, Alexander (TV) : Raymond
- 1974 : The Brady Bunch (série TV) : Cousin Oliver
- 1974 : Lucas Tanner (en) (série TV) : Glendon / Glendon Farrell
- 1976 : Big John, Little John (série TV) : Little John Martin
- 1977 : Having Babies II (TV) : Danny Magee
- 1978 : ABC Weekend Special (TV) : Iggie
- 1979 : Seven Wishes of a Rich Kid (TV) : Calvin Brundage
- 1979 : Aunt Mary (TV) : Vernon
- 1980 : Conquest of the Earth (TV)
- 1980 : Gridlock (TV) : Rick Gregory
- 1981 : The Big Hex of Little Lulu (TV) : Iggie
- 1981 : Through the Magic Pyramid (TV) : Bonkers
- 1984 : Kidd Video (série TV) : Whiz (voix)
- 1985 : K2000: S4 E4 Le grand sommeil (série TV) : Nick
- 1991 : The Last to Go de John Erman (téléfilm) :
- 2000 : Rocky Horror 25: Anniversary Special (TV) : Additional Voices (voix)
- 2002 : Sick 'n' Tired in Bug Bite! (TV) : Tired, Leprechaun
- 2003 : The Electric Piper (TV) : Mick Dixon (voix)

### comme producteur
- 2006 : Stump the Band

### comme compositeur
- 2006 : Stump the Band